# HD 186302
HD 186302 är en ensam stjärna i den södra delen av stjärnbilden Påfågeln. Den har en skenbar magnitud av ca 8,76 och kräver ett teleskop för att kunna observeras. Baserat på parallaxmätning inom Hipparcosuppdraget på ca 17,7 mas, beräknas den befinna sig på ett avstånd på ca 184 ljusår (ca 56 parsek) från solen. Den rör sig närmare solen med en heliocentrisk radialhastighet på ca –1,3 km/s.

## Egenskaper
HD 186302 är en solliknande gul till vit stjärna i huvudserien av spektralklass G3/5 V. Den har en massa som är ca 0,97 solmassor, en radie som är ca 0,95 solradier och har ca 0,85 gånger solens utstrålning av energi från dess fotosfär vid en effektiv temperatur av ca 5 700 K.
HD 186302 identifierades i november 2018 som en potentiellt soltvilling. Den är mycket lik solen som är en G2V-stjärna. Med liknande spektrum och storlek misstänktes den ha bildats i samma stjärnbildningsområde som solen för 4,57 miljarder år sedan. Gemensamt ursprung med solen befanns i en rapport från 2019 dock vara osannolikt, eftersom dess galaktiska omloppsbana skiljer sig mycket från solens.